# Championnat des îles Féroé de football 1959
Navigation
Meistaradeildin 1958 Meistaradeildin 1960
La saison 1959 du Championnat des îles Féroé de football était la 17e édition de la première division féroïenne à poule unique, la Meistaradeildin. Les cinq meilleurs clubs du pays jouent les uns contre les autres à deux reprises durant la saison, à domicile et à l'extérieur. Le B36 Tórshavn remporte le titre ; c'est le 4e titre de champion de l'histoire du club qui ne réalise pas le doublé en ne remportant pas la Coupe des Îles Féroé face au HB Tórshavn.

## Les clubs participants
| \| B36 HB KÍ TB VBV \| Localisation des clubs engagés dans le championnat 1959. |
| B36 HB KÍ TB VBV                                                                |

- B36 Tórshavn
- HB Tórshavn
- KÍ Klaksvík - Tenant du Titre
- TB Tvøroyri
- VB Vágur

## Compétition
Le classement est établi sur le barème de points suivant (victoire à 2 points, match nul à 1, défaite à 0).
Pour départager les égalités, on tient d'abord compte de la différence de buts générale, puis du nombre de buts marqués, puis des confrontations directes et enfin si le championnat est en jeu, les deux équipes jouent une rencontre d'appui sur terrain neutre.

### Classement[n 1]
| Rang | Équipe          | Pts | J | G | N | P | Bp | Bc | Diff |
| ---- | --------------- | --- | - | - | - | - | -- | -- | ---- |
| 1    | B36 Tórshavn    | 12  | 8 | 5 | 2 | 1 | 17 | 6  | +11  |
| 2    | HB Tórshavn (C) | 9   | 8 | 4 | 1 | 3 | 18 | 13 | +5   |
| 3    | KÍ Klaksvík (T) | 9   | 8 | 4 | 1 | 3 | 18 | 15 | +3   |
| 4    | TB Tvøroyri     | 6   | 8 | 3 | 0 | 5 | 20 | 24 | -4   |
| 5    | VB Vágur        | 4   | 8 | 2 | 0 | 6 | 17 | 32 | -15  |

|  | Vainqueur du championnat 1959                                |
|  | (T) Tenant du titre (C) Vainqueur de la Coupe des îles Féroé |

### Résultats[n 1]
| Résultats (▼dom., ►ext.) | B36 | HB  | KÍ  | TBT | VBV |
| B36 Tórshavn             |     | 2-3 | 1-1 | 4-0 | 4-0 |
| HB Tórshavn              | 0-0 |     | 0-3 | 4-3 | 8-1 |
| KÍ Klaksvík              | 0-1 | 2-0 |     | 5-2 | 3-1 |
| TB Tvøroyri              | 0-1 | 2-1 | 4-2 |     | 7-1 |
| VB Vágur                 | 2-4 | 0-2 | 6-2 | 6-2 |     |

## Bilan de la saison
| Championnat des îles Féroé de football 1959 |                         |
| Champion                                    | B36 Tórshavn (4e titre) |
| Coupes et trophées                          |                         |
| Vainqueur de la Coupe des îles Féroé 1959   | HB Tórshavn             |
| Qualifications continentales                |                         |
| Promotions et relégations                   |                         |
| Promus en Meistaradeildin                   | non                     |
| Relégués en Meðaldeildin                    | non                     |